# UFC 69
UFC 69: Shootout foi um evento de artes marciais mistas promovido pelo Ultimate Fighting Championship, ocorrido em 7 de abril de 2007 no Toyota Center em Houston, Texas. Esse foi o primeiro evento do UFC a acontecer no Texas.

## Resultados
Nota 1 Pelo Cinturão Meio-Médio do UFC.

## Bônus da Noite
- Luta da Noite:  Roger Huerta vs.  Leonard Garcia
- Nocaute da Noite:  Matt Serra
- Finalização da Noite:  Kendall Grove

## Ligações Externas
- (em inglês) Site do UFC 69;

1. ↑  Nota 1